# His Mother
His Mother er en amerikansk stumfilm fra 1912 af Sidney Olcott.

## Medvirkende
- Jack J. Clark - Terence
- Anna Clark
- Gene Gauntier
- J.P. McGowan - John Foster
- Robert G. Vignola